# Bolest ruku, nogu i usta
Bolest ruku, nogu i usta, to jest Vezikulozni stomatitis s egzantemom (lat. Stomlatitis vesiculosa cum exanthemate) virusna je bolest uzrokovana enterovirusima, koja se očituje povišenom temperaturom, grloboljom, a zatim pojavom osipa u usnoj šupljini, te na vanjskim (ekstenzornim) površinama ruku i nogu. 
Osip je vezikulozan (sastoji se od vezikula, tj. mjehurića). Bolest nije teška i prolazi bez posljedica. Najčešće oboljevaju djeca. Nema specifične terapije. Potrebno ju je razlikovati od drugih bolesti s vezikuloznim osipom (vodene kozice, herpetični gingivostomatitis).